# کمیته المپیک ترینیداد و توباگو
کمیته المپیک ترینیداد و توباگو (انگلیسی: Trinidad and Tobago Olympic Committee)  یک سازمان ورزشی است که نماینده کشور ترینیداد و توباگو در کمیته بین‌المللی المپیک می‌باشد.
این سازمان که در سال ۱۹۴۶ تأسیس شده مسئول آماده‌سازی و اعزام ورزشکاران به بازی‌های المپیک، بازی‌های المپیک جوانان و بازی‌های پان امریکن است.